# Halvarvasseltjärnen
Halvarvasseltjärnen är en sjö i Härjedalens kommun i Härjedalen och ingår i Ljusnans huvudavrinningsområde. Sjön har en area på 0,0752 kvadratkilometer och ligger 530 meter över havet.

## Delavrinningsområde
Halvarvasseltjärnen ingår i det delavrinningsområde (687216-139973) som SMHI kallar för Mynnar i Röjestjärnen. Medelhöjden är 554 meter över havet och ytan är 21,97 kvadratkilometer. Det finns inga avrinningsområden uppströms utan avrinningsområdet är högsta punkten. Vattendraget som avvattnar avrinningsområdet har biflödesordning 5, vilket innebär att vattnet flödar genom totalt 5 vattendrag innan det når havet efter 297 kilometer. Avrinningsområdet består mestadels av skog (65 procent) och sankmarker (30 procent). Avrinningsområdet har 0,08 kvadratkilometer vattenytor vilket ger det en sjöprocent på 0,3 procent.